# Vestiarium Scoticum
El Vestiarium Scoticum (títol complet, Vestiarium Scoticum: from the Manuscript formerly in the Library of the Scots College at Douay. With an Introduction and Notes, by John Sobieski Stuart) és un llibre sobre els tartans escocesos. Va ser primerament publicat William Tait d'Edimburg en una edició limitada de 1842. John Telfer Dunbar, en el seu treball seminal History of Highland Dress es referí a ell com "probablement el llibre sobre vestimenta més polèmic mai escrit."
El mateix llibre pretenia ser una reproducció, amb il·lustracions a tot color, d'un antic manuscrit sobre els clans tartans de les famílies escoceses. Poc després de la seua publicació, va ser denunciat com una falsificació, afirmant que els germans Stuart foren els autors reals, i els que deien ser nets del mateix Bonnie Prince Charlie van ser també denunciats com a impostors. En general s'accepta que tant els germans com el Vestiarium no són autèntics.
El paper del llibre en la història del tartà escocès és rellevant com a font de documentació i inspiració per a models posteriors.